# Vodní mlýn ve Pstruží
Vodní mlýn ve Pstruží u Merklína v okrese Karlovy Vary je vodní mlýn, který stojí na potoce Bystřice poblíž jejího soutoku s Bílou Bystřicí. Od roku 2001 je chráněn jako nemovitá kulturní památka České republiky. V areálu se nachází hydroelektrárna, která využívá hydroenergetický potenciál horního toku Bílé Bystřice a jejích přítoků.

## Historie
V areálu mlýna založil roku 1872 Karl Heinrich Klüg papírnu na výrobu bílých lepenek, která zde fungovala až do roku 1972. V roce 1880 byl vybudován náhon pro tehdejší tovární elektrárnu a mlýn.

## Popis
Původní mlýn byl zcela přestavěn a později postavená vila byla odstraněna v roce 1970. Vodní kolo nahradila roku 1927 Francisova turbína 550 (výkon 35 kW, hltnost 750 l/s). Mlýnská technologie, pila i papírna zanikly.